# 家政機関
家政機関（かせいきかん）とは、家産を管理する組織である。ここでは前近代における君主のそれについて記述する。

## 概略
王宮（royal household）や皇宮は君主の住居であるとともに、かつては行政機関でもあった。古代や中世においては、君主の財産・家産の管理業務が、国を管理する政府の前身となった（やや異なるが教皇と教皇庁の関係もこれに類似する）。君主の家政を執り行うそれは、宮廷の中核だった。ただし、大規模な宮廷では廷臣の数も多くなり、君主とは直接雇用関係にない者も多かった。
家政機関には身分によって厳密に区別された多数の職務があり、君主に近づきやすい非常に人気のある特別な地位の貴族から、料理人、フットマン、メイドなどの通常の家の使用人と同じ職務まで、多数の人間が含まれていた。さらに通常は、安全を確保するための特別な軍部隊までもが含まれていた。芸術家（芸術品を作る職人）、時計職人、詩人などの専門家は、彼らをヴァレ・ドゥ・シャンブルまたはそれに類似した職として任命することにより、王宮内に居場所を与えられることがあった。
多くの宮廷では、時間の経過とともに、単なる貴族の肩書へと変化した高位官職が見られた。それらは大抵の場合、王が本当に必要としていた業務（たとえば馬の管理など）をそのまま官職名にしていたのが、次第に職名だけが肩書として生き残ったものである。その場合、官職名のもとになった実務は王にとって不要になったか、あるいはそれほど高くない身分の職員の仕事となっていた。
現代では、王の家産機関は国家の中央政府とはさまざまな点で異なる別の組織に進化した。ほとんどの現代の家政機関は、象徴としての元首のためのものになっている。

## ヨーロッパ
ヨーロッパの君主の家産機関は、中世以来の継続的な歴史を持っている。以下はその代表例だが、先述のように職名と実際の職務が一致しているとは限らない。